# Мост Ференца Деака
Мост Ференца Деака (мађ. Deák Ferenc híd) је Будимпештански мост у Мађарској преко Дунава, који омогућава конекцију града са аутопутем М0.

## Ситуација
Мост прелази преко Дунава на северу града код острва Обуда. Име носи по мађарском политичару Ференца Деака.